# Ordine al Merito del Sangue della Croce Rossa del Venezuela
L'Ordine al Merito del Sangue della Croce Rossa del Venezuela è un ordine cavalleresco privato dello Stato del Venezuela, concesso dall'organizzazione della Croce Rossa locale. L'Onorificenza, da atto costitutivo, viene consegnata ai benemeriti che si siano distinti a favore della Croce Rossa (in particolare di quella venezuelana) o a quanti abbiano compiuto un numero considerevole di trasfusioni.

## Classi
- Gran Croce
- Grand'Ufficiale
- Commendatore
- Ufficiale
- Cavaliere

| Nastri    | Nastri    | Nastri       | Nastri          | Nastri     |
| --------- | --------- | ------------ | --------------- | ---------- |
| Cavaliere | Ufficiale | Commendatore | Grand'Ufficiale | Gran Croce |

## Insegne
- La medaglia dell'Ordine è costituita da una croce a otto punte di stile maltese pomata e dorata, avente al centro una croce greca smaltata di rosso con una parte centrale bianca nella quale si trova l'immagine del sacro cuore di Cristo coronato di spine e sormontato dalla croce. Attorno si trova una corona d'alloro dorata raggiante in argento. Il retro è piano e riporta al centro la scritta "LA SALLE" in rilievo oltre ai punzoni di coniazione.
- La placca da Grand'Ufficiale riprende le medesime decorazioni della medaglia ma è in puro argento
- La placca da Gran Croce riprende le medesime decorazioni e smalti della medaglia.
- Il nastro è completamente rosso.

## Insigniti notabili
- Alberto II di Monaco